# Grazielle
Grazielle Pinheiro Nascimento (Brasilia, Brasil; 28 de marzo de 1981), conocida como Grazielle o Grazi, es una futbolista profesional brasileña. Juega como mediocampista y su actual equipo es el Corinthians de la primera división del Brasileirão Femenino. Integró la selección de Brasil desde 1998 a 2012, participando en tres Copas Mundiales y en los Juegos Olímpicos de Atenas 2004 –donde ganó la medalla de plata– y Londres 2012. Fue medallista de oro y de plata en los Juegos Panamericanos de 2007 y de 2011, respectivamente. Ganó, además, cuatro Copas Libertadores, dos con Santos y dos con Corinthians.

## Trayectoria
En 1995, Grazielle se mudó a la ciudad de São Paulo y durante los siguientes cinco años jugó para los clubes locales Saad Esporte Clube, São Paulo FC y Portuguesa. Estuvo sin club desde 2000 hasta 2003, cuando se incorporó al Botucatu.
Grazielle regresó a Botucatu después de pasar seis meses en España con el Levante en 2006. También jugó para Santa Isabel (MG), Barra FC (RJ) y SE Gama (DF) antes de unirse al Santos en 2010. Representó al América FC de São Manuel antes de participar en los Juegos Olímpicos de Londres 2012. El club quería que volviera después del torneo, pero Grazielle firmó un contrato con Portuguesa.
En la Copa de Brasil de 2015, Grazielle jugó para Abelhas Rainhas, quienes fueron eliminados en octavos de final por los eventuales campeones Kindermann.
Fichó por el Corinthians en 2016.

## Selección nacional
Grazielle fue una presencia constante en la selección carioca, compitiendo en varios torneos como los Juegos Olímpicos, Panamericanos y Mundiales.
Hizo su debut con Brasil en una victoria 11-0 ante México en la Copa de Estados Unidos Femenina de 1998. En febrero de 1999, con 17 años, sustituyó a la lesionada Roseli de Belo como representante de Brasil en el Equipo Estrella de la FIFA para jugar un amistoso ante Estados Unidos en San José. Luego formó parte del combinado brasileño que obtuvo el tercer puesto en la Copa Mundial de 1999.
Tras alejarse de las competiciones por un tiempo, Grazielle fue convocada para los Juegos Olímpicos de Atenas 2004. Pasó de ser delantera a lateral derecha ofensiva con gran éxito, llevando a su selección a ganar la medalla de plata.
Ganó la medalla de oro y de plata en los Juegos Panamericanos de 2007 y 2011, respectivamente. 

## Estadísticas

### Clubes
| Club             | País   | Año             |
| ---------------- | ------ | --------------- |
| São Paulo        | Brasil | 1998 - 1999     |
| Botucatu         | Brasil | 2003 - 2006     |
| Levante          | España | 2006 - 2007     |
| Botucatu         | Brasil | 2008            |
| Santos           | Brasil | 2009 - 2010     |
| América (SP)     | Brasil | 2011            |
| Portuguesa       | Brasil | 2012 - 2013     |
| Tiradentes       | Brasil | 2013            |
| Portuguesa       | Brasil | 2014 - 2015     |
| Picos (préstamo) | Brasil | 2014            |
| Centro Olímpico  | Brasil | 2015            |
| Abelhas Rainhas  | Brasil | 2015            |
| Centro Olímpico  | Brasil | 2016            |
| Corinthians      | Brasil | 2016 - presente |

## Palmarés

### Títulos nacionales
| Título               | Club        | País   | Año  |
| -------------------- | ----------- | ------ | ---- |
| Copa Brasil          | Botucatu    | Brasil | 2006 |
| Copa de la Reina     | Levante     | España | 2007 |
| Copa de Brasil       | Santos      | Brasil | 2009 |
| Campeonato Paulista  | Santos      | Brasil | 2010 |
| Campeonato Paulista  | Santos      | Brasil | 2011 |
| Copa de Brasil       | Corinthians | Brasil | 2016 |
| Brasileirão Femenino | Corinthians | Brasil | 2018 |
| Campeonato Paulista  | Corinthians | Brasil | 2019 |
| Brasileirão Femenino | Corinthians | Brasil | 2020 |
| Campeonato Paulista  | Corinthians | Brasil | 2020 |
| Brasileirão Femenino | Corinthians | Brasil | 2021 |

### Títulos internacionales
| Título                     | Club        | País              | Año  |
| -------------------------- | ----------- | ----------------- | ---- |
| Juegos Olímpicos de Verano | Brasil      | Grecia            | 2004 |
| Juegos Panamericanos       | Brasil      | Brasil            | 2007 |
| Copa Libertadores          | Santos      | Brasil            | 2009 |
| Copa Libertadores          | Santos      | Brasil            | 2010 |
| Juegos Panamericanos       | Brasil      | México            | 2011 |
| Copa Libertadores          | Corinthians | Paraguay          | 2017 |
| Copa Libertadores          | Corinthians | Ecuador           | 2019 |
| Copa Libertadores          | Corinthians | Paraguay/ Uruguay | 2021 |

(*) Incluyendo la Selección